# Grubigstein
Grubigstein är ett berg i Österrike.   Det ligger i distriktet Reutte och förbundslandet Tyrolen, i den västra delen av landet, 400 km väster om huvudstaden Wien. Toppen på Grubigstein är 2 233 meter över havet.
Terrängen runt Grubigstein är huvudsakligen bergig. Närmaste större samhälle är Telfs, 19,0 km öster om Grubigstein. 
I omgivningarna runt Grubigstein växer i huvudsak barrskog. Runt Grubigstein är det ganska glesbefolkat, med 29 invånare per kvadratkilometer.